# Cryptandra intermedia
Cryptandra intermedia är en brakvedsväxtart som först beskrevs av Barbara Lynette Rye, och fick sitt nu gällande namn av Barbara Lynette Rye. Cryptandra intermedia ingår i släktet Cryptandra och familjen brakvedsväxter. Inga underarter finns listade i Catalogue of Life.